# Mrđanovci (Kupres, BiH)
Mrđanovci su naseljeno mjesto u općini Kupres, Federacija Bosne i Hercegovine, BiH.

## Povijest
Nakon potpisivanja Daytonskog mirovnog sporazuma izdvojeno je istoimeno naseljeno mjesto koje je pripalo općini Kupres (RS) koja je ušla u sastav Republike Srpske.

## Stanovništvo
Nacionalni sastav stanovništva 1991. godine, bio je sljedeći:
ukupno: 281
- Srbi - 274
- ostali, nepoznati i neopredijeljeni - 7

### 2013.
Nacionalni sastav stanovništva 2013. godine, bio je sljedeći:
ukupno: 13
- Srbi - 13